# مسجد مارينغا في البرازيل
مسجد مارينغا في ولاية بارانا (بالبرتغالية Mesquita de Maringá/ Paraná) في البرازيل ويسمى أيضاً بمسجد الشيخ محمد بن ناصر العبودي يقع في الجزء الجنوبي الغربي للمدينه في حي يسمى غوابوري (بالبرتغالية:Jardim Guapore) وقد سمي الشارع المار من امام هذا المسجد بشارع سعد الدين علي الورداني (Rua Saadeddine Ali Wardani) تكريماً لجهوده في بناء هذا المسجد. .يشكل الإسلام في البرازيل اليوم ما نسبته 5.1% من مجموع عدد السكان البالغ أكثر من 200 مليون نسمه يدين معظمهم بالمسيحية الكالثوليكيه.و يجد المسلمون اليوم صعوبات كبيره للحفاظ على الهوية الاٍسلامية واللغة العربية لأبنائهم في ظل نقص كبير في المساجد والمراكز الاٍسلامية وعدم توفر كوادر مؤهله بشكل كافي للقيام بالعمل الدعوي على الرغم من الجهود الحثيثة التي تبذلها المملكه العربية السعودية وبعض دول الخليج وذلك نظراً لاتساع الرقعة الجغرافية للبرازيل.

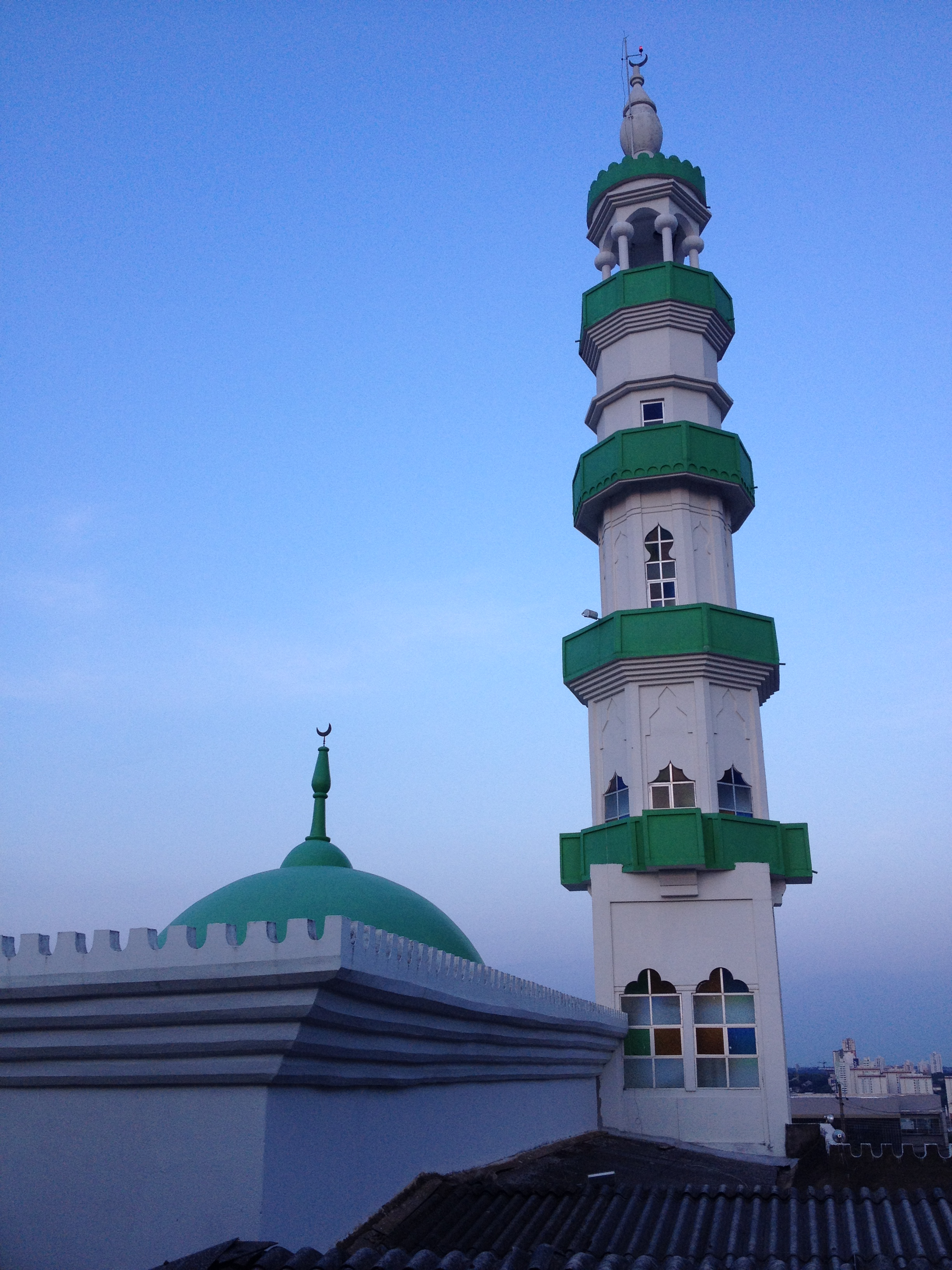

## تاريخ بناء المسجد
يعود تاريخ البدء ببناء هذا المسجد إلى عام 1981م حيث وبطلب من الجمعيه الخيريية الاسلامية في مارينغا مَنَحَ رئيسُ بلدية المدينة ارضاً لبناء مسجد ومدرسة ومنتدى اجتماعي وثقافي ورياضي، وبتاريخ السابع من شهر نوفمبر (تشرين الثاني) من عام 1982م وبحضور رئيس بلدية مارينغا ورئيس وأعضاء المجلس البلدي والسلطات المحلية ورئيس الكنيسة الكاثوليكية وسفير دولة لبنان في البرازيل ورئيس اِتحاد الجمعيات الإسلامية وعدد من رؤساء الجمعيات وأصحاب الفضيلة من الدعاة المسلمون قام السيد محمد أحمد أبو فارس الأمين العام المساعد للمجلس الاِسلامي لأمريكا الجنوبية والكاريبي أكساك بوضع حجر الأساس للمشروع على مساحة اِجمالية بلغت (3260 مترا مربعاً). تم اِفتتاح المسجد في عام 1989م. وباٍجماع تام من أعضاء الجمعية الخيرية الاٍسلامية في مارينغا وتكريماً لِ المملكة العربية السعودية حكومةً وشعباً للمساعدة الكريمة التي قدمتها لمشروع بناء المسجد في مارينغا ولما تبذله من جهود مباركة لنشر الاسلام ولعمارة المساجد في لعالم فقد أطلقت الجمعية على هذا المسجد اٍسم أحد أبناء المملكة الأبرار وهو الشيخ محمد بن ناصر العبودي جزاه الله كل خير.

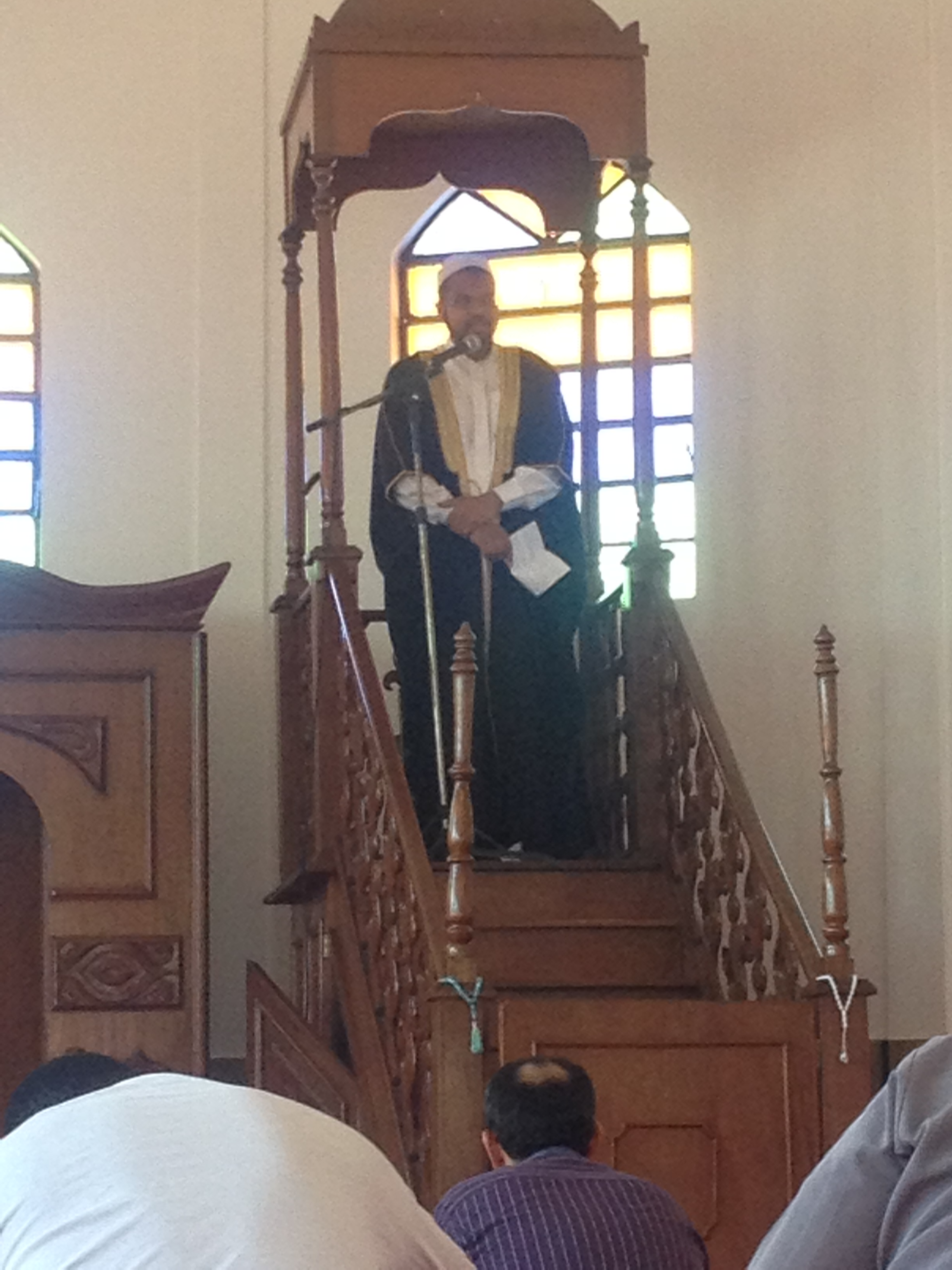
خطبه الجمعة في المسجد

## لمحة عامة
يعد مسجد مارينغا في البرازيل أحد أهم المعالم الدينية والسياحة للمدينة ويحظى هذا المسجد بشهرة كبيره في اوساط المجتمع البرازيلي عموماً وفي ولاية بارانا خصوصاً ودائماً ما يرتاده البرازيليون المسلمون وغير المسلمون. كما وتقوم المدارس والكليات بتنظيم رحلات وزيارات منتظمة لهذا المسجد. 
يقوم المسجد على مساحه (420 متراً مربعاً) ويبلغ ارتفاع المئذنة (37 متراً) ويمتاز المسجد بقبته الخضراء الكبيرة التي تجعله صرحاً معمارياً فريداً من نوعه في البرازيل ويحاكي بطرازه المساجد في الدول العربية والإسلامية.

## ملحقات بالمسجد
يضم المسجد مكتبة إسلامية تضم العديد من الكتب الإسلامية المترجمة للغة البرتغالية، وبجوارها يقع مركز الجمعيه الخيريية الاسلامية في مارينغا كما يحتوي المسجد في بنائه قاعة للاجتماعات والاحتفالات الإسلامية لأبناء الجالية المسلمة في المدينة (أعياد، حفلات زفاف اسلامية، افطارات جماعية، اجتماعات أبناء الجالية وغيرها من الأنشطة.و اِلى جواره مسكناً خاصاً باِمام المسجد وعائلته وقاعات تدريس مجهزه لتعليم اللغة العربية وتعاليم الاِسلام لأبناء الأقلية المسلمة حفاظاً على اِستمرار ارتباط الأجيال الجديده بدينهم ولغة ابائهم الام (اللغة العربية كماو تم اِنشاء ملعب لكره القدم وصالة لممارسه كافة الأنشطة الرياضية من قبل أبناء الجالية المسلمة وبالمجان مما يسهم في توثيق الروابط بين أبناء الأقلية المسلمة في المدينة. كما وتم تزويد المسجد بمكان خاص لغسل وتكفين الموتى المسلمين على الطريقة الاِسلامية.

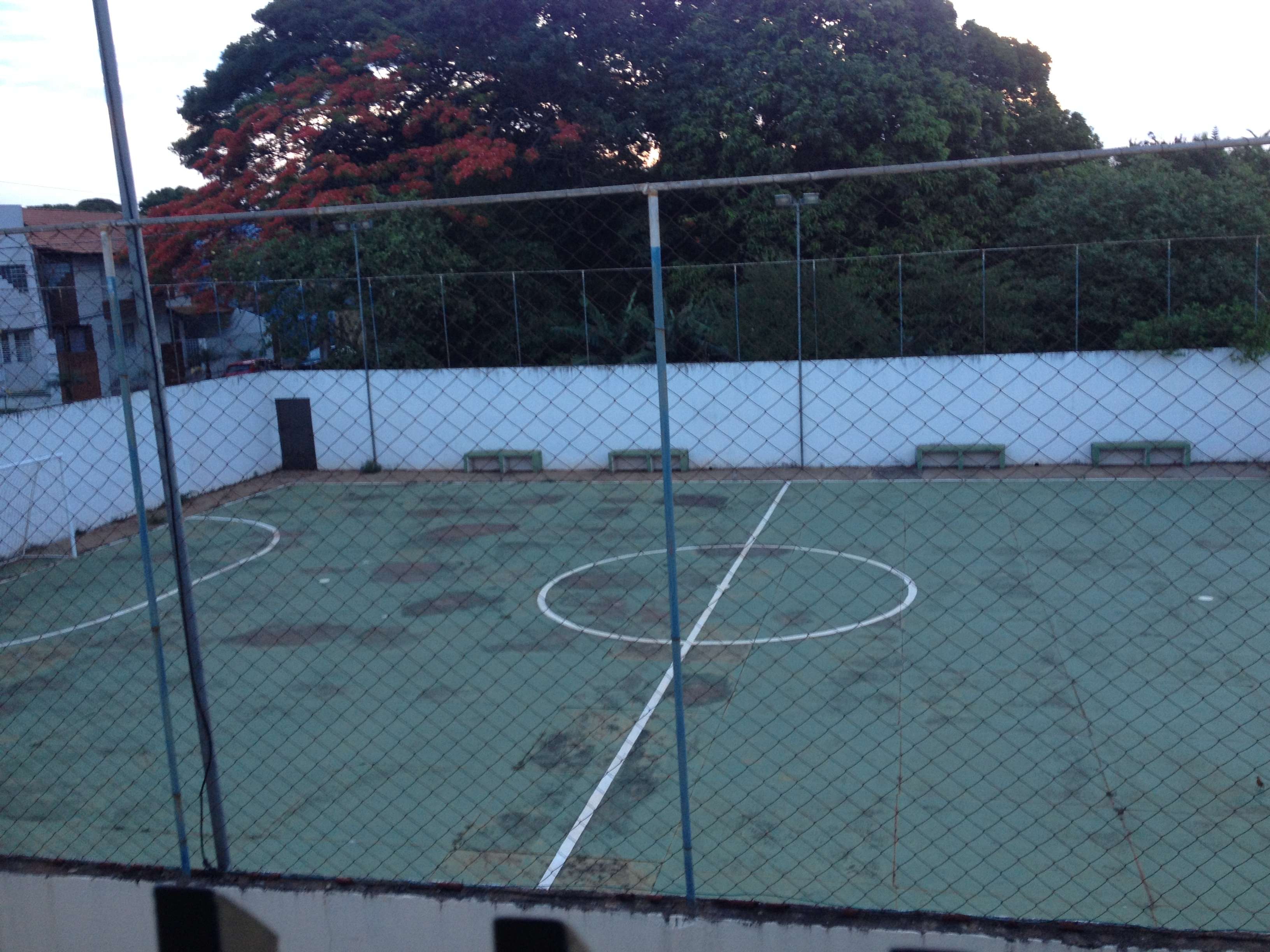
لأبناء الجالية المسلمة

## القائمين على المسجد
تقوم الجمعيه الخيريية الاسلامية في مارينغا التي أسسها المهاجرون المسلمون في هذه المدينة بالاِشراف على المسجد والقيام بكافه أعمال الصيانة الدورية لمرافق المسجد وتسديد نفقات المسجد من رواتب الاٍمام والمؤذن وفواتير الكهرباء والماء وغيرها منذ تأسيس هذا المسجد المبارك واٍلى يومنا هذا.
أول اٍمام للمسجد كان الشيخ محمد زيدان مبعوث رابطة العالم الاٍسلامي. الاٍمام الحالي للمسجد هو الشيخ فيكتور دي سوزا كونسيسون (بالبرتغالية: Victor de Souza Conceição) خريج الجامعة الإسلامية (المدينة المنورة) الذي بالإضافة اٍلى اٍمامة المسجد يتولى تدريس اللغة العربية ودروس الشريعة الاٍسلامية لأبناء الجالية المسلمة في المدينة.

## أنشطة اٍضافية للمسجد والقائمين عليه
بالاٍضافةِ لاٍقامة الصلاة في المسجد يقوم الاٍمام والقائمين على المسجد بتوفير دروس مجانية لتعليم اللغة العربية ودروس الشريعة الإسلامية لأبناء الجالية المسلمة في المدينة بالإضافة للعمل الدعوي المستمر لنشر رسالة الاٍسلام واقامة الندوات لتعريف الناس من غير المسلمين بتعاليم ديننا الحنيف ونشر الكتب الدعوية باللغتين العربية والبرتغالية للمواطنيين البرازيليين الراغبين بمعرفة الاٍسلام وبالمجان. كما ويستقبل المسجد بشكل دوري ومنتظم بعثات دعوية من كافة البلدان الاٍسلامية ويوفر لهم كل الاٍحتياجات الضرورية.